# Аленият прилив
„Аленият прилив“ (на английски: Crimson Tide) е американски трилър на режисьора Тони Скот, който излиза на екран през 1995 година.

## Сюжет
Двама командири на ядрената подводница „Алабама“' имат различни възгледи и водят война помежду си. Единият е уважаван ветеран с желязна ръка. Помощникът е завършил Харвард и вярва, че целта на военните е да предотвратят войната, а не да я водят. „Алабама“ получава сигнал, че руснаците се готвят да атакуват американска военна база. Екипажът е вдигнат под тревога. Засечена е вражеска подводница. Радиовръзката с щаба се разпада. Да се унищожи противника с наличната ядрена мощ или да се изчакат инструкции?

## В ролите
| Актьор            | Роля                          |
| ----------------- | ----------------------------- |
| Джийн Хекман      | Капитан Франк Рамзи           |
| Дензъл Уошингтън  | Лейтенант командир Рон Хънтър |
| Джордж Дзундза    | боцман Коб                    |
| Джеймс Гандолфини | Лейтенант Боби Догърти        |
| Мат Крейвън       | Лейтенант Рой Цимер           |
| Виго Мортенсен    | Лейтенант Питър (Уепс) Инс    |
| Стийв Зан         | Матрос Уилям Барнс            |
| Джейсън Робардс   | Контраадмирал Андерсън        |